# Vila Faia (2008)
Vila Faia é um remake da telenovela Vila Faia, a primeira telenovela de Portugal. Originalmente transmitida em 1982, exibida pela RTP1 entre 7 de março de 2008 e 9 de maio de 2009, aos sábados e domingos, das 19h às 20h. A nova versão foi escrita por Joana Jorge e Alexandre Castro com a supervisão de texto de Rui Vilhena. Os realizadores foram Duarte Teixeira (filho do realizador Nuno Teixeira, que realizou a Vila Faia em 1982) e Sérgio Graciano. Foi reposta duas vezes na RTP1: de Segunda a Sexta, no horário das 15 horas, a seguir à telenovela Poder Paralelo em 2009; e em 2014, nas madrugadas do canal, a seguir à série Liberdade 21.

## Sinopse
Gonçalo Marques Vila (Virgílio Castelo), um dos mais conhecidos e reputados engenheiros vinícolas do país, só tem motivos para estar feliz: vai lançar um novo vinho, numa festa com toda a pompa e circunstância, na quinta da família em Azeitão. O vinho, preparado pelo enólogo Carlos Anselmo (Manuel Lourenço), recebe os maiores elogios.
No decorrer da festa, um incêndio que lavra nas redondezas assombra a celebração. Mariette (Inês Castel-Branco), uma prostituta contratada para acompanhar um empresário brasileiro que assistia à festa, fica perdida na mata, no meio das chamas, depois de ter sido escorraçada da mansão pelo chefe de pessoal da Marques Vila, o prepotente e ambicioso Henrique (Pepê Rapazote).
À festa chega também, sem convite, João Gudunha (Albano Jerónimo): tem pressa em encontrar o amigo Zé Diniz (Ian Velloza), pois este tem consigo o seu passaporte. Desesperado pela falta de oportunidades profissionais em Portugal, Gudunha tem viagem marcada para o Canadá, à procura de um futuro melhor. Ao ouvir os gritos insistentes de socorro de Mariette, com o fogo a rodeá-la, Gudunha não se faz rogado e tenta salvá-la. Combalido e extenuado, deixa-a com a promessa de regressar minutos mais tarde, com os bombeiros.
Ninguém é capaz de imaginar que o fogo que a todos arrelia foi posto por um dos convidados da cerimónia: o interesseiro Gaspar Guerreiro (Gonçalo Diniz). Frio e calculista, consegue surripiar o isqueiro a Carlos Anselmo (Manuel Lourenço) e coloca em chamas a reputação do enólogo, a quem cobiça o lugar, colocando-o como principal suspeito de um crime para o qual está inocente. Caindo nas boas graças de Gonçalo, Gaspar consegue o lugar que ambiciona na Marques Vila.
De sobrolho levantado com a lengalenga de Gaspar e enfarinhado pela sua ciclópica promoção na empresa fica Henrique, que aprimora a bajulice e inicia uma autêntica perseguição espertina ao recém-contratado. E mais acirrados ficam os ânimos quando Gaspar conquista a advogada da empresa, Sofia (Marta Leite Castro), pondo fim a um casamento já desgastado desta com Henrique.
Lúcia (Leonor Seixas) um dos esqueletos do armário do passado de Gaspar, reencontra-lhe o rasto e, disposta a não perder o seu amor, mantém-no debaixo de olho. Entre emotivas revelações e especulações, vão-se percebendo gestos e atitudes de Henrique e de Gaspar, envolvidos numa guerra corpo-a-corpo pelo poder na empresa.
Com a empresa frenética e em ebulição, Gonçalo não encontra paz em casa. A mulher, Beatriz (Suzana Borges), resmoneando a pouca atenção que o marido lhe dedica, entrega-se aos afrontamentos causados pela menopausa. Desassossegada fica quando ouve taramela de que está eminente o regresso da família Marinhais a Portugal, depois de um exílio de seis anos no Brasil. É que, com a volta de Luísa (Rita Lello), teme que o seu casamento, que julgava ter em sossego, possa ficar em ponto de não retorno se forem verdade os temores subtis que crescem na sua cabeça: é que Gonçalo foi apaixonado por Luísa na juventude, e teme que a velha paixão se reacenda.
Desde pequena que Luísa demonstrara ser o que é: fogosa, ambiciosa e capaz de tudo para reentrar no coração de Gonçalo, a sua única e grande paixão. Por interesse – e na falta de melhor opção –, contraiu matrimónio com Nuno (André Gago), o melhor amigo de Gonçalo. Decidida a recuperar a felicidade perdida, Luísa joga os seus trunfos e vai minando o casamento de Beatriz e de Gonçalo, e este vai dando sinal de realidade à fantasia.
Os negócios no Brasil não correram bem aos Marinhais. Como o dinheiro escasseia, e sentindo o apelo da tentação a clamar, Nuno mostra o seu outro lado, envolvendo-se num negócio ilícito de contrabando de obras de arte, contando com a cumplicidade de Henrique e de Camacho (João Catarré), também funcionário da Marques Vila.
Manuel (Martinho Silva), o filho de Nuno, ficara por Portugal, encarregando-se de delapidar o património da família em casinos clandestinos. Cativo amante do jogo, fica refém de Gaspar, que compra a lei da rolha com participação ativa no negócio que dinamitará a Marques Vila: a adulteração do vinho de exportação para o Brasil.
A filha dos Marinhais, Ana (Madalena Brandão), menina contestatária e contrariada, renitente no regresso a Portugal, vai descobrir o amor ao lado de Zé Diniz e é amiga da delfim dos Marques Vila, Joana (Ana Guiomar).
Joana tem o planeta como principal preocupação e está sempre pronta a ter o seu “minuto verde”. Bem diferente é a sua irmã mais velha, Mariana (Mariana Norton). Certinha, viciada no trabalho na empresa do pai, como seu braço direito, vê o seu mundo virado do avesso quando sente frémito no coração. Rebelde, agreste e amante do risco é o seu irmão Pedro (Ruben Gomes). Estudante mediano, tem passatempo que oculta dos pais: luta boxe clandestinamente com o amigo Zé Diniz, justificando em casa as nódoas negras como marcas mais agressivas e destemperadas de treinos enérgicos de rugby com os amigos da faculdade.
A mãe de Gonçalo, Ifigénia (Simone de Oliveira), tem uma forte faceta de caridosa a vincar-lhe o temperamento. Por isso, não resiste a dar a mão a Gudunha, fazendo dele motorista na empresa do filho, e a Mariette, quando sabe que esta tem um filho, Rui (Gonçalo Robalo), de quem esconde a sua vida alternada, dizendo que trabalha como auxiliar numa clínica de enfermagem.
É nas cercanias da tasca da Tia Ermelinda (Márcia Breia) que Mariette mais frequentemente é vista. Ermelinda, mulher vivida que está sempre pronta a ajudar o seu amigo e que não resiste a espreitar o futuro nas cartas de tarot, trata quem entra na sua tasca com amizade e carinho. O estabelecimento fica no bairro onde mora Zé Diniz com a mãe, Alice (Rosa do Canto), senhorios do pequeno e modesto anexo onde mora João Gudunha.
Com o pé aleijado como rescaldo do incêndio, Mariette procura tratamento na clínica onde trabalha a Dr.ª Madalena Andrade (Sofia Sá da Bandeira). Entre as duas nasce instantaneamente uma amizade, que faz de Mariette a nova empregada de limpeza da clínica. Madalena é casada com Miguel Andrade (José Neves), baterista, um casamento que o tempo corroeu e que a diferença de horários quase condenou ao divórcio.
Ambos têm uma filha, Cristina (Cleia Almeida), colega de curso de Pedro Marques Vila, com quem tem um namorico.
Na clínica, trabalha igualmente Bruno Brisar (Pedro Saavedra), o diretor financeiro, que oculta um terrível vício: é viciado em prostitutas. A sua esposa, Inês (Sandra Faleiro), é secretária da administração da Marques Vila, deseja ardentemente engravidar e, aos poucos, começa a desconfiar da fidelidade do marido.
Os caminhos de Mariette e de Gudunha voltam a cruzar-se e, antes de ambos concluírem que não podem viver um sem o outro, o casal tem outra pedra no sapato: Balhão (Pompeu José), o chefe de armazém da Marques Vila, é encontrado morto. A brigada da PJ chefiada pelo inspetor Serôdio (Paulo Pinto) e pela agente Filipa Silveira (Filomena Gonçalves) parte na peugada do assassino. Mariette fora vista no local do crime, e entre ela e Serôdio nascerá um romance que lhe balançará o coração, com o filho deste, o traquina Leo (Vasco Valério), a torcer para que Mariette seja a mãe que lhe fugiu.
Quase ao cair da trama, com a Marques Vila a caminho da falência, provocada pelo escândalo com o vinho deteriorado exportado para o Brasil, Gaspar é morto com um tiro. A Mariette, é-lhe diagnosticada doença que lhe pode ser fatal. Verdades virão ao de cima, amainando o clima crispado de algumas relações e soltando-se surpresas que se julgavam impossíveis.

## Elenco

### Principal
- Albano Jerónimo[1] - João Godunha (1982: Nicolau Breyner)
- Ana Guiomar - Joana Marques Vila (1982: Luísa Freitas)
- André Gago[1] - Nuno Marinhais (1982: Varela Silva)
- Cleia Almeida - Cristina Andrade (1982: Manuela Marle)
- Dânia Neto[9] - Laura Afonso (1982: Paula Guedes)
- Filomena Gonçalves[1] - Filipa Silveira (1982: Tozé Martinho - personagem masculino)
- Frederico Barata[1] - Lino Balhão (1982: Carlos Vieira de Almeida)
- Gonçalo Diniz[1][10][11][12] - Gaspar Guerreiro (1982: Carlos César)
- Gonçalo Robalo - Rui Anjos (1982: Gonçalo Zanartu)
- Ian Velozza - José "Zé" Diniz Parreira (1982: Vítor Norte)
- Inês Castel-Branco[1][4][13] - Mariette (Conceição) (1982: Margarida Carpinteiro)
- Isabel Almeida - Aurora (1982: Cremilda Gil)
- João Catarré - Alberto Camacho (1982: Jorge Nery)
- José Neves - Miguel Andrade (1982: Miguel Wahnon)
- Leonor Seixas[14] - Lúcia Henriques (1982: Maria Salomé Guerreiro)
- Madalena Brandão[13] - Ana Marinhais (1982: Filipa Trigo)
- Manuel Wiborg - Diogo Castro (1982: João Perry)
- Márcia Breia[1] - Ermelinda da Fé (1982: Luísa Barbosa)
- Maria Simões - Maria Ercília Palmeira (Ercília) (1982: Adelaide João)
- Mariana Norton - Mariana Marques Vila (1982: Paula Street)
- Marta Leite de Castro[1] - Sofia Gouveia
- Martinho Silva - Manuel Marinhais (1982: Luís Esparteiro)
- Paulo Pinto - Joaquim Serôdio (1982: Francisco Nicholson)
- Pedro Lacerda - Tó (1982: António Feio)
- Pedro Saavedra - Bruno Brisar (1982: Vítor de Sousa)
- Pepê Rapazote[1][15] - Henrique Gouveia
- Pompeu José - José Balhão (1982: António Montez)
- Rita Lello[1][13] - Luísa Marinhais (1982: Glória de Matos)
- Rúben Gomes - Pedro Marques Vila (1982: Nuno Homem de Sá)
- Rosa do Canto[1] - Alice Parreira (1982: Anna Paula)
- Sabri Lucas[16] - Fernando Esteves (1982: Aníbal Coelho)
- Sandra Faleiro - Inês Brisar (1982: Helena Isabel)
- Simone de Oliveira[1][13] - D. Efigénia Marques Vila (1982: Mariana Rey Monteiro)
- Sofia Sá da Bandeira[1][17] - Madalena Andrade (1982: Ana Zanatti)
- Suzana Borges - Beatriz Marques Vila (1982: Rosa Lobato de Faria)
- Vasco Valério - Leonardo Serôdio
- Virgílio Castelo[1][18] - Gonçalo Marques Vila (1982: Ruy de Carvalho)

### Adicional
| - Filipe Vargas - Advogado de Alberto - Inês Rosado - Condutora que alertou o acidente de Gonçalo - João Craveiro - Ladrão - Joaquim Custódia - Jorge Gonçalves - Médico que trata Gonçalo - Jorge Pina - Pugilista - Laura Soveral (†) - Tia de Henrique Gouveia - Luís Lucas - Médico que trata Mariette - Mafalda Arnauth - Ela própria | - Manuel Lourenço - Carlos Anselmo - Miguel Sá Monteiro - Médico - Paula Só - Professora de Rui - Ricardo Xavier - Colega de Rui - Rita Frazão - Cláudia - Sónia Balacó - Repórter - Vitor Gonçalves - Inspector PJ |

## Audiência
A estreia do "remake" foi a 7 de Março de 2008, sexta-feira, logo a seguir ao Telejornal. Este episódio registou 10.7% de audiência média e 26% de share.

## Banda sonora
1. Vila Faia - Mafalda Arnauth (Letra: Rosa Lobato Faria/Maria de Lurdes Ferreira Pinto; Música: Thilo Krasmann/Vítor Mamede; Arranjos: Elvis Veiguinha/José M. Afonso)
2. Ausente - Margarida Guerreiro - Encores Fado (Ovação)
3. Wake up songº|ºShort road to schizofrenia - Dr. Frankenstein (Double Crown)
4. Bem-vindo ao passado - GNR (EMI)
5. Nós nunca somos iguais - Donna Maria (EMI)
6. Popless - Guardiões do Subsolo (EMI)
7. Casa do Capitão - Jorge Palma (EMI)
8. Sem saída - Junior (EMI)
9. Sinais de afecto - Luís Represas (Farol)
10. Flutuo - Susana Félix (Farol)
11. Lugar encantado - Susana Félix (Farol)
12. Calé - Paulo de Carvalho (MDL)
13. Monstro meu, monstro mau - Monstro mau (Moby Dick Records)
14. Tally - Brent
15. Have you ever dreamed you're falling - More than a thousand (Raging Planet)
16. Pois é - Jorge Fernando/Sam the Kid (Som Livre)
17. O andarilho do desejo - Mundo Cão (Som Livre)
18. Quer eu queira, quer não - Xaile (Universal)
19. Outono - Tiago Bettencourt & Mantha (Universal)
20. O mundo é já aqui - Ovo (Vachier)
21. She's a go-go dancer - WrayGunn (Som Livre)
22. Outra Margem - Mafalda Veiga (Valentim de Carvalho)
23. Amor abre a janela - Mafalda Arnauth
24. O Homem do Leme - Xutos & Pontapés (Universal)
25. Outro futuro - Balla (Chiado Records)
26. Pouco Tempo - Ana Laíns (Different world)
27. Lembra-te de mim - João Pedro Pais (Valentim de Carvalho)
28. Mofo - Cool Hipnoise (Valentim de Carvalho)
29. Vénus e Apolo - Carlos Martins (Som Livre)
30. Mudemos de Assunto - Sérgio Godinho e Jorge Palma
31. Como é bom - Monstro mau (Moby Dick Records)
32. Cantiga d'Amor - Rádio Macau
33. Finalmente a sós - Jorge Palma